# Skrovište Vo-ha-ma-to
Skrovište Vo-ha-ma-to јe 123. epizode seriјala Mali rendžer (Kit Teler) obјavljena u Lunov magnus stripu #275. Epizoda јe premijerno u bivšoj Jugoslaviji objavljena  23.9.1977. godine. Koštala je 10 dinara (0,54 $; 1,29 DEM). Izdavač јe bio Dnevnik iz Novog Sada. Autor korica za LMS izdanje nije poznat.

## Originalno izdanje
Ova epizoda je premijerno objavljena u Italiji pod nazivom Il vulcano spento (srp. Ugašeni vulkan) (#123). Sveska je izašle u februaru 1974. god. Epizodu je nacrtao Frančesko Gamba, a scenario napisao Dećio Kancio. Sveska se koštala 250 lira (0,4 $; 1,25 DEM). Originalne korice nacrtao je Franko Donateli, tadašnji crtač Zagora.

## Kratak sadržaj
Kit u Sonori sreće Frenkija i Ani 4 Pištolja te zajedno kreću da potraže Latimerovu bandu. Prethodno, Kit se vraća kod poglavice Ute Belog Pera da bi mu objasnio gde se razbojnici skrivaju sa svojim balonom. Belo Pero mu objašnjava da balon leti uvek u pravcu velike planine koju Indijanci nazivaju Vo-ha-ma-to, što u prevodu na engleski znači "Đavolja usta". Kit, Frenki i Ani se penju na planinu, i tamo nalaze skrovište bande kao i njihov balon. Međutim, Ani je zgrabio i odneso veliki kondor, koji je nosi ka kolibi u kojoj se skrivaju razbojnici. U trenutku kada se našao tačno iznad kolibe, Kit puca pištoljem, ubija kondora i on pušta Ani, koja pada pravo u skrovište Latimera i njegovih najbližih saradnika, koji broje novac od pljačke rudnika. Kit ulazi u kolibu, ali razbojnici i njega savladaju. Jedini slobodan je ostao Frenki koji je, kada su svi legli da spavaju, uspeo da oslobodi Kita i Ani, ali u tom trenutku dolazi ostatak Latimerove bande, to su Meksikanci koji žele da podele plen. Kada ih oni napadnu, Kit, Frenki i Ani beže sa balonom i uz pomoć mitraljeza ubijaju veliki deo bandita. Međutim, balon je pogođen u oluji, tako da počinje da gubi visinu. Kit najpre baca nepotrebne stvari, potom i vreću sa 300.000 dolara, koja pripada rudarima, u jedan ugašeni vulkan. Na kraju, Ani sama skače iz balona na kuću trapera Starog Džoa, da bi smanjila opterećenje. Kit i Frenki seku uže i bacaju korpu. Držeći se za konopac, Kit skače na drvo, a ostaje da visi na užetu i pada pravo u indijanski logor. Za to vreme, Kit se susreo sa Starim Džoom, koji ga je napao, misleći da je razbojnik. Ali je Ani zaustavila ovaj sukob. Kit, Džo i Ani kreću do ugašenog vulkana, koji se zove Little Bowl, da nađu vreću sa 300.000 dolara. Kada je otvorio vreću, stari Joe je poludeo od činjenice da se u njoj nalazi toliko veliki novac, jer nikad ranije nije video više od 100 dolara u životu. Došao je na ideju da taj novac ukrade i ostavi Ani i Kita u vulkanu. Međutim, kad je počeo da izlazi iz okna, naišao je na bandu meksičkih razbojnika, koji su bili deo Latimerove bande. Nakon što su ih meksička banda uhvatila, vode ih na pogubljenje. Vođa bande naređuje pogubljenje samo Kita i Starog Džoa, ali Ani protestuje i želi da bude pogubljena jer je vođa bande smatrao da kao žena treba da bude pošteđena. (Vođa smatra da je Ani hrabra i izazovna, te želi da je uzme za svoju ženu.) U trenutku streljanja, indijanci koje predvodi poglavica Belo Pero dolaze iz šume i spašavaju Kita, Starog Džoa i Ani, predvođeni Frenkijem. Na kraju, Džo i Frenki bacaju novčić da bi odlučili ko će oženiti Ani. Džoe pobjeđuje na opkladi i vraća se svom samotnjačkom životu.

## Reprize ove epizode
Epizoda je reprizirana u kolekcionarskom serijalu Mali rendžer If edizione u #62. U Italiji se ova sveska pojavila u julu 2017. Koštala je 6,9€. Hrvatsko izdanje objavljeno je u novembru 2024. godine pod nazivom Ugašeni vulkan. prodavalo se po ceni od 5,3 €. U Srbiji se hrvatski prevod prodavao po ceni od 595 din (5 €). Pre toga, epizoda je u Hrvatskoj reprizirana u ediciji Van Gogh 2017. god. u tiražu od samo 100 primeraka za redovnu seriju i 110 primeraka za "The best of" ediciju. U Srbiji epizode Kit Telera još uvek nisu reprizirane kao edicija, osim sporadično krajem osamdesetih u LMS, te u obnovljenoj ediciji Lunov magnus strip počev od 2023. godine.

## Prethodna i naredna sveska LMS
Prethodna sveska Malog rendžera u LMS nosila je naziv Prepad u Kervilu (LMS274), a naredna Pobuna na Vankuveru (LMS278).

## Spisak epizoda
Pogledati još Spisak epizoda edicije Lunov magnus strip i Kit Teler (spisak i sadržaj epizoda)